# Sirena: poesía, arte y crítica
Sirena: Poesía, arte y crítica (Sirena: Poetry, Art and Criticism) fue una publicación académica internacional y multilingüe fundada en 2004 por 
el Dr. Jorge R. Sagastume (Dickinson College), quien editó la revista hasta el año 2011. Después de que el periódico The Chronicle of Higher Education publicara una reseña del primer número, la Johns Hopkins University Press (JHUP) ofreció a Dickinson College distribuir la revista y a partir de entonces y hasta el año 2012 JHUP se encargó de su publicación y venta. 
Sirena ha publicado trabajos en más de veinte idiomas. Cada poema (si no estaba escrito en español o inglés) aparecía en su idioma original con traducciones al español y al inglés. La revista ha publicado a poetas tales come Günter Grass, Günter Kunert, Herta Müller, Pearse Hutchinson, Adrian Mitchell, Clara Janés, Homero Aridjis, y muchos otros mundialmente conocidos. Sirena también publicaba ensayos académicos, reseñas de libros, y artes gráficas. 
Sirena: Poesía, arte y crítica se editaba en marzo y octubre de cada año, con un número promedio de 160 páginas. 
En 2012 la revista dejó de existir. 